# 劉真 (洪武進士)
劉真，湖廣襄陽人，明朝政治人物、進士出身。

## 生平
洪武十八年（1385年），登進士，授縣丞。